# Estonian Shipping Company
Eesti Merelaevandus o ESCO, chiamata anche Estonian Shipping Company, è una compagnia di navigazione estone che attualmente opera con otto navi cargo multifuzione.
La proprietà della compagnia è detenuta della Tschudi Group, che l'ha acquistata dal Governo dell'Estonia nel 1999.
Nel periodo di occupazione sovietica tra 1940 ed il 1991, la compagnia faceva parte della flotta mercantile dell'Unione Sovietica.
ESCO è stata anche cofondatrice, e per un periodo la sola proprietaria, di Tallink.